# Suniana lascivia
Suniana lascivia là một loài bướm ngày thuộc họ Hesperiidae. Nó được tìm thấy ở Úc (New South Wales, Northern Territory, Queensland, Victoria, Western Australia), Papua New Guinea và Indonesia.
Sải cánh dài khoảng 20 mm.
Ấu trùng ăn Panicum maximum và Imperata cylindrica.